# Jean-Baptiste Blache
Pour les articles homonymes, voir Blache.
Œuvres principales
Le Moulin d’André (1817
Lisbeth et Muller (1818)
Jean-Baptiste Blache de Beaufort est un danseur et maître de ballet né à Berlin le 17 mai 1765 et mort à Toulouse le 26 janvier 1834.
Élève de Deshayes, il apprend le violon et le violoncelle et accomplit l’essentiel de sa carrière en province, principalement à Bordeaux où il succède à Jean Dauberval. Il travaille brièvement à l’Opéra de Paris où il monte Le Barbier de Séville (1806) et Les Fêtes de Vulcain (1820). Il restera maître de ballet au Grand Théâtre de Bordeaux jusqu'en 1821, puis cèdera sa charge à son fils Alexis.
Parmi ses ballets les plus connus et les plus populaires, citons Les Meuniers (1787) qu’admire Arthur Saint-Léon, L’Amour et la Folie, La Chaste Suzanne, La Fille soldat et Almaviva et Rosine (1806).
Retiré à Toulouse, il décline l’offre du directeur du théâtre de cette ville qui le voulait comme maître de ballet.
Son fils aîné, Frédéric-Auguste Blache (1790-1853) fera revivre l’œuvre de son père au théâtre de la Porte-Saint-Martin de 1816 à 1823, puis à l’Ambigu-Comique où il remontera La Fille soldat. Il est également l’auteur de Polichinelle vampire interprété par Charles-François Mazurier (1823) et de Jocko ou le Singe du Brésil (1825).
Le fils cadet, Alexis-Scipion (1791-1852) sera maître de ballet à Lyon, Paris, Marseille, Bordeaux et Saint-Pétersbourg.
Il est très malaisé de démêler les itinéraires respectifs du père et de ses deux fils. L'Indicateur général des spectacles de Paris, des départemens de la France et des principales villes étrangères pour 1819 les cite tous trois, de manière différenciée :
- Blache père est maître de ballet à Bordeaux,
- Frédéric Blache est maître de ballet au Théâtre de la Porte-Saint-Martin,
- Alexis Blache est maître de ballet et premier mime à Marseille.

## Chorégraphies
- Le Moulin d’André, ou les Meuniers et les meunières, ou les Rendez-vous nocturnes, pantomime comique en 1 acte de Jean-Baptiste Blache, musique Alexandre Piccinni, théâtre de la Porte-Saint-Martin, 14 février 1817 ;
- Almaviva et Rosine, ballet de Jean-Baptiste Blache, chorégraphie Frédéric-Auguste Blache, théâtre de la Porte-Saint-Martin, 19 avril 1817 ;
- Haroun-al-Raschid et Zobéïde, ou le Calife généreux, ballet-pantomime en 3 actes de Jean-Baptiste Blache, chorégraphie Frédéric-Auguste Blache, théâtre de la Porte-Saint-Martin, 27 octobre 1817 ;
- Lisbeth et Muller ou La Fille soldat, ballet-pantomime de Jean-Baptiste Blache, chorégraphie Frédéric-Auguste Blache, théâtre de la Porte-Saint-Martin, 11 novembre 1818.